# Одинцовский
Одинцо́вский — хутор в Одинцовском районе Московской области, входит в городское поселение Одинцово.

## Расположение
Хутор расположен к юго-западу от платформы Баковка, к северу деревни Вырубово и западу от микрорайона Баковка, сливаясь с ними.

## История
До 2005 года хутор входил в Мамоновский сельский округ, во время муниципальной реформы был включён в состав городского поселения Одинцово.

## Население
На 2006 год постоянное население хутора — 80 человек.